# Virtual DJ
O Virtual DJ é um software desenvolvido pela Atomix que permite mixar áudio e vídeo no computador. O Virtual DJ oferece tudo que uma pick-up de DJ (Disc Jockey) pode oferecer. É possível criar e aplicar efeitos como fades, Scratch (Riscos) e outros.
Utilizando apenas o Virtual DJ você tem acesso a todos os recursos  que um DJ profissional tem com seus equipamentos.
O Virtual DJ é uma ferramenta que pode ser utilizada na criação de mixagens ao-vivo ou usando um Mapper (Exemplos de mapper são Pioneer CDJ 700, Pioneer CDJ 1000 ou em inglês CDJ 1000 e outros).
Um recurso chamado Beat Lock permite que o nível de BPM (do inglês Beats per minute, que significa Batidas por minuto) seja atualizado e "travado" para que o DJ possa sincronizar as batidas de duas músicas com a mesma taxa de BPM, obtendo a mixagem e transmissão perfeita da montagem. Podendo também ser levado em consideração o tom da música e o tipo de batida.
O Virtual DJ possui várias versões, a mais nova delas é a versão 8.0.
As Versões do Virtual DJ mais utilizadas no mundo são Virtual DJ  v.7.0.4.0,que contém várias modificações.
O Virtual DJ oferece ainda uma vasta gama de Skins para personalização. Você pode também utilizar controladores físicos para facilitar seu trabalho no Virtual DJ.

## História
A primeira versão apareceu em Julho de 2003. VirtualDJ é o sucessor de AtomixMP3, que foi lançado pela primeira vez, em setembro de 2000. Desenvolvimento para AtomixMP3 interrompido assim que VirtualDJ foi lançado como seu sucessor. VirtualDJ foi lançado em 5 versões diferentes: VirtualDJ Home Edition (anteriormente vendido em lojas, agora lançado como edição gratuita), VirtualDJ Broadcaster (disponível on-line e em lojas), VirtualDJ Pro completa (apenas disponível on-line), VirtualDJ Limited Edition (grátis com seleccionado MIDI controladores), e VirtualDJ Pro básica (a alternativa de orçamento para VirtualDJ Pro sem controle MIDI). Em maio 2014 VirtualDJ 8 foi lançado, que foi totalmente reescrito.

## Características
A partir da versão 7.0, VirtualDJ suporta até 99 decks. 4 andares e 6 andares peles são incluídas em todas as edições do VirtualDJ 7. VirtualDJ oferece mistura de vídeo e coçar, permitindo que o DJ para se tornar um VJ. Emulação de vinil permite ao usuário manipular fisicamente a reprodução de arquivos de áudio digital em um computador usando os toca-discos como um interface, preservando, assim, o hands-on sensação de DJing com vinil, permitindo a reprodução de gravações de áudio que não estão disponíveis em forma de fonógrafo. Isso permite que os DJs para zero, beatmatch, e executar outras turntablism que seria impossível com uma interface de computador, teclado e rato convencional.
NetSearch é um recurso introduzido com o VirtualDJ versão 6.x Nas primeiras versões que permitiu aos usuários acessar músicas e vídeos de provedores de conteúdo na internet. A música e os vídeos serão transmitidos diretamente para plataformas do usuário, e nenhum download seria permitido, exceto para web cache local, protegido por gerenciamento de direitos digitais. Desde o lançamento do VirtualDJ 6.1 maio 2010 este modelo foi substituído por um modelo de assinatura, com Grooveshark como o provedor de conteúdo.
MusicGroups era um recurso adicionado ao VirtualDJ 6. MusicGroup coleciona histórias de trilha, e publica-los em Virtualdj.com. Os usuários licenciados podem fazer seus próprios grupos de usuário único, ou pode participar de um grupo multi-usuário. Cada página MusicGroup inclui um mini-blog, com histórico de traçado, bem como top 20 jogou faixas, e salvou tracklists. Outros usuários podem fazer comentários para o grupo, e subscrever o grupo. O software analisa as listas de faixas, e faz sugestões para o bom caminho para misturar seguinte. As sugestões são baseadas no que outros DJs de todo o mundo têm desempenhado ao lado, com um peso mais forte na MusicGroup que você assina. Em essência, um em tempo real via conselheiro, assente na avaliação que os outros DJs de todo o mundo estão misturando.
VirtualDJ oferece duas maneiras para DJs para transmitir seus sets mix à internet. Com o construído em Radioserver no software um DJ pode transmitir a partir de seu próprio computador através da publicação de um link gerado pelo software, que transmite o mix jogado. O software também pode transmitir a uma webradio que corre servidores Shoutcast ou Icecast. Webradio baseado VirtualDJ está em funcionamento desde 2005 sob o nome VirtualDJ Radio.
De VirtualDJ 6, mapeamento de MIDI ou controladores HID mudou. Em versões anteriores de mapeamento para um controlador foi feito com os mapeadores incorporadas ao software, ou por arquivos DLL codificados feitos por usuários (usando C ++ ou outras linguagens de programação). VirtualDJ 6 introduziu linguagem VDJScript, fazendo um mapeador personalizado para qualquer MIDI e controlador HID mais fácil, editando a configuração mapeador do software, ou editando um arquivo XML.

## Recepção
Em, Virtual DJ venceu o prêmio Best DJ Software do 25th Annual International Dance Music Awards na Winter Music Conference em Miami.
Em 2013, o Virtual DJ ganhou o prêmio de Melhor Software de DJ no 28º Prêmio Internacional de Música de Dança, a Winter Music Conference em Miami.